# Geneviève Boko Nadjo
Pour les articles homonymes, voir Boko.
Geneviève Boko Nadjo, née le 26 décembre 1956 à Cotonou, au Bénin, est une juge, femme politique béninoise, militante pour les Droits des femmes. Elle est élue représentante des magistrats à la commission électorale nationale autonome, par les députés de la 6e législature et vice-présidente de cette même institution.

## Biographie
Geneviève Boko Nadjo, après son baccalauréat obtenu en 1977 au Bénin, entre à l‘université nationale du Bénin et obtient en 1981 une maîtrise en sciences juridiques. Elle est diplômée en 1988 de l’École nationale d’administration et de magistrature dans la même université au Bénin et peut exercer les fonctions de magistrature.

## Carrière
De 1983 à 1986, elle travaille pour le service des études et de la planification au ministère du plan et de la statistique, et le département des affaires civiles et pénales au ministère de la justice.
De 1988 et jusqu’en 2006, elle est substitut du procureur de la République de Cotonou, et ensuite présidente de la deuxième chambre sociale du tribunal de première instance de Cotonou.
Elle devient la vice-présidente du tribunal de première instance de Cotonou en 2004. 
Elle est élue en tant que représentante des magistrats à la Commission électorale nationale autonome (CENA)  du Bénin en 2014,,, et en est la vice présidente.
Dans le cadre de la présidentielle 2021 au Bénin, en tant que vice-présidente de la CENA, elle clarifie et justifie la confidentialité du parrainage,. Elle déclare également à la presse que le monnayage de la signature du parrainage des personnes candidates à la présidentielle est illégale.

## Distinctions
2015 : Trophée Aské décerné aux femmes les plus influentes d’Afrique